# Urodziny (album Dżemu)
Urodziny – album kompilacyjny zespołu Dżem, wydany 24 czerwca 1989 roku na nośniku kasety magnetofonowej.
Realizacja dźwięku – Zbigniew Malecki i Bogdan Starzyński (1, 3, 9), Andrzej Prugar (7), Włodzimierz Kowalczyk (2, 4), Piotr Madziar przy współpracy Zbigniewa Suchańskiego i Ryszarda Glogera (5, 8), Krystyna Urbańska i Maria Olszewska (6), Rafał Paczkowski (10).
Nagrań dokonano w studio Polskiego Radia w Katowicach w dniach 7-8 stycznia 1981 roku (1, 3), 10-13 listopada 1981 roku (9), 3-5 sierpnia 1983 roku (7); w studio Tonpress KAW w Warszawie w dniach 9-13 kwietnia 1984 roku (2, 4), w studio Polskich Nagrań w Warszawie w lutym 1985 roku (6), w studio Programu Trzeciego Polskiego Radia w Warszawie w dniach 6-7 sierpnia 1985 roku (10), w studio "Giełda" Polskiego Radia w Poznaniu w dniach 22-23 maja i 13-15 września 1988 roku (5, 8).
Utwory zebrał i ułożył Marcin Jacobson.

## Lista utworów
Strona 1
1. „Złoty Paw” (Adam Otręba, Andrzej Urny – Ryszard Riedel, Kazimierz Gayer) – 6:05
2. „Dzień, w którym pękło niebo” (Paweł Berger, Ryszard Riedel – Ryszard Riedel) – 4:19
3. „Whisky” (Adam Otręba, Ryszard Riedel – Ryszard Riedel, Kazimierz Gayer) – 5:25
4. „Wokół sami lunatycy” (Jerzy Styczyński, Ryszard Riedel – Ryszard Riedel) – 3:37
5. „Mała Aleja Róż” (Adam Otręba, Ryszard Riedel – Ryszard Riedel) – 5:28

Strona 2
1. „Czerwony jak cegła” (Ryszard Riedel, Jerzy Styczyński – Kazimierz Galaś) – 5:21
2. „Wiem, na pewno wiem – nie, nie kocham cię” (Jerzy Styczyński – Ryszard Riedel) – 5:30
3. „Człowieku co się z tobą dzieje” (Dżem – Ryszard Riedel) – 3:18
4. „Kiepska gra” (Adam Otręba, Jerzy Styczyński – Ryszard Riedel, Kazimierz Gayer) – 4:55
5. „Skazany na bluesa” (Dżem – Ryszard Riedel) – 5:20

## Muzycy
- Paweł Berger – instrumenty klawiszowe
- Michał Giercuszkiewicz – perkusja (1, 2, 3, 4, 6, 7, 9, 10)
- Marek Kapłon – perkusja (5, 8)
- Adam Otręba – gitara
- Beno Otręba – gitara basowa, śpiew
- Ryszard Riedel – śpiew, harmonijka ustna
- Jerzy Styczyński – gitara (2, 4, 5, 6, 7, 8, 9, 10)
- Andrzej Urny – gitara (1, 3)

oraz gościnnie
- Apostolis Antymos – gitara, instrumenty perkusyjne (1, 7)
- Rafał Rękosiewicz – instrumenty klawiszowe (2, 4)
- Jorgos Skolias – śpiew (6)

## Wydawnictwa
MC AIA, 24 czerwca 1989